# DatPiff
DatPiff — вебсайт призначений для дистриб'юції мікстейпів, що належить Idle Media Inc. Запущений 2005 року (можливість користувачам додавати матеріал з'явилась лише у 2008), штаб-квартира розташована в Ліспорті, штат Пенсільванія. Сервіс спеціалізується на музиці у жанрі хіп-хоп.
Засновник та головний виконавчий директор: Маркус Фрейз'єр. Відповідальний за контент та зв'язок із виконавцями: Кайл «KP» Райллі. Кількість співробітників: 14. За рейтингом Alexa.com, станом на листопад 2012 р., у США DatPiff був 870-им сайтом за кількістю переглядів сторінок. Ресурс використовує сервіс контекстної реклами Google AdSense.
Багато відомих реп та хіп-хоп виконавців видали мікстейпи на сайті, зокрема Lil Wayne, Tyga, 50 Cent, Рік Росс, Віз Каліфа, Мік Мілл, Дрейк та ін. Загальне завантаження їхніх найпопулярніших мікстейпів перевищує 19,7 млн. Рекордом є Dreamchasers 2 Міка Мілла з понад 3,7 мільйонами завантажень.

## Особливості
Ключовою особливістю DatPiff є те, що незареєстровані користувачі можуть завантажити безплатно лише реліз з позначкою «Sponsored», тобто такий, за розміщення котрого заплатив виконавець чи лейбл. Зареєстровані користувачі мають право завантажити 5 будь-яких мікстейпів на день (враховуючи й спонсоровані). Користувачі, що платять за преміум-акаунт, мають необмежену кількість завантажень будь-якого релізу. Всі юзери можуть прослухати будь-який мікстейп. Також можна придбати преміум-контент.
Користувачі можуть зареєструватися як виконавець чи як фан. Перші відрізняються змогою завантажити на сайт свої роботи. DatPiff має мобільні додатки для iOS, Android, Windows Phone 7, BlackBerry таWebOS.

## Висвітлення в пресі й визнання
2011 році журнал Forbes присвятив ресурсу статтю «DatPiff: Як любов до мікстейпів піднялася до рівня Lil Wayne». У ній відмічено швидке зростання популярності сервісу, зосібна за рахунок співпраці з відомими виконавцями. Сайт описано як «предмет заздрості тих, хто намагається створити інтернет-спільноту у секторі розваг».